# Sukpai
Sukpai (en rus: Сукпай) és un poble (un possiólok) del krai de Khabàrovsk, a l'Extrem Orient de Rússia. El 2018 tenia 898 habitants. Pertany al districte rural de Lazó.